# Ervin Skela
Pour les articles homonymes, voir Skela.
Ervin Skela est un ancien footballeur albanais né le 17 novembre 1976 à Vlora qui évoluait au poste de milieu de terrain. Il mesure 1,73 m pour 68 kg.

## Carrière
Après avoir commencé sa carrière en Albanie, il est parti en Allemagne en 1995. Depuis, il a connu pas moins de 8 clubs allemands et un club italien.
- juillet 1992-juin 1993 :  KS Flamurtari Vlorë
- juillet 1993-décembre 1993 :  KF Tirana
- janvier 1994-juin 1995  KS Flamurtari Vlorë
- juillet 1995-juin 1998 :  1.FC Union Berlin
- juillet 1998-juin 1999 :  Erzgebirge Aue
- juillet 1999-décembre 2000 :  Chemnitzer FC
- janvier 2001-juin 2001 :  Waldhof Mannheim
- juillet 2001-juin 2004 :  Eintracht Francfort
- juillet 2004-juin 2005 :  Arminia Bielefeld
- juillet 2005-juin 2006 :  FC Kaiserslautern
- juillet 2006-janvier 2007 :  Ascoli Calcio 1898
- mars 2007-juin 2009 :  Energie Cottbus
- octobre 2009-juillet 2010 :  TuS Koblenz
- février 2011-juin 2011 :  Arka Gdynia
- depuis janvier 2014 :  FC Hanau 93

## Sélections
- 76 sélections et 13 buts pour l'équipe d'Albanie entre 2000 et 2011.